# Турист (фотоаппарат)
«Турист» — советская пластиночная пластмассовая клапп-камера форматом 6,5×9 см с выдвижной на распорках передней стенкой с фокусировочным мехом.
Выпускалась в 1934—1940 годах на ГОМЗ (Государственный оптико-механический завод) в Ленинграде. К началу 1939 года было выпущено 136 тыс. шт.

## Описание

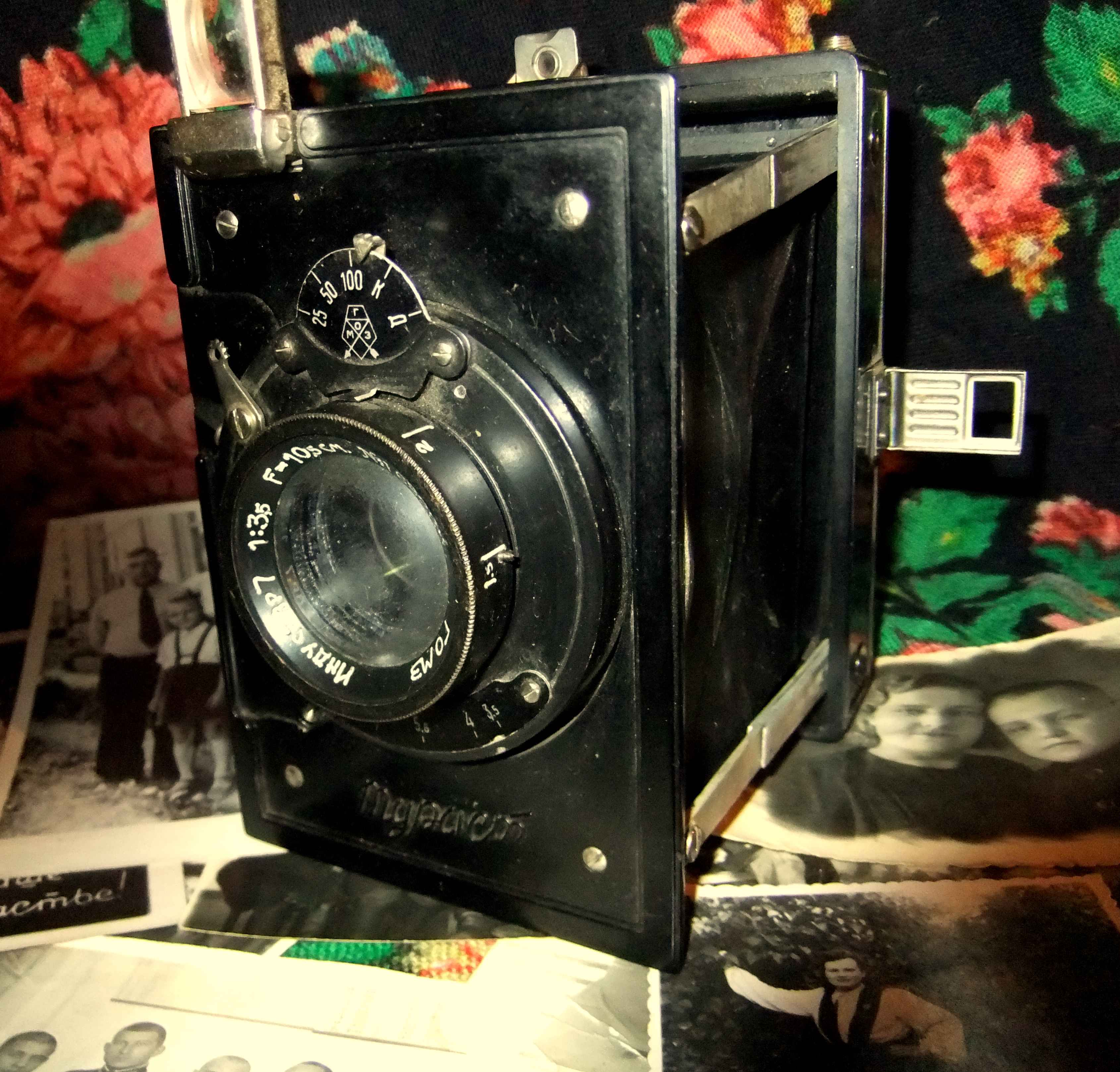
Фотоаппарат «Турист», хорошо виден раздвинутый мех и раскрытые распорки

Комплектовалась камера несменным объективом «Индустар-7» 3,5/105 и центральным межлинзовым затвором «ГОМЗ» без предварительного взвода с выдержками 1/25, 1/50, 1/100 с, «В» и «Д».
Система наводки на резкость — по матовому стеклу и по шкале расстояний (перемещением передней линзы объектива). Предел фокусировки от 1,5 м до бесконечности.
Камера имела рамочный и оптический (с увеличением 0,3×) видоискатели.
Кассеты — металлические, приставные, односторонние.
Габариты в сложенном виде: 134×100×60 мм, масса 570 г.